# دوبژکی
دوبژکی (به لهستانی:  Dobrzyki) یک روستا در لهستان است که در گمینا زالوو واقع شده‌است.